# Reciu
Reciu (deutsch Rätsch, siebenbürgisch-sächsisch Raatsch, ungarisch Récse) ist ein rumänisches Dorf im Kreis Alba in Siebenbürgen. Es ist Teil der Gemeinde Gârbova.
Der Ort ist auch bekannt unter der früheren rumänischen Bezeichnung Recea der deutschen Retsch und der ungarischen Szebenrécse.

## Lage

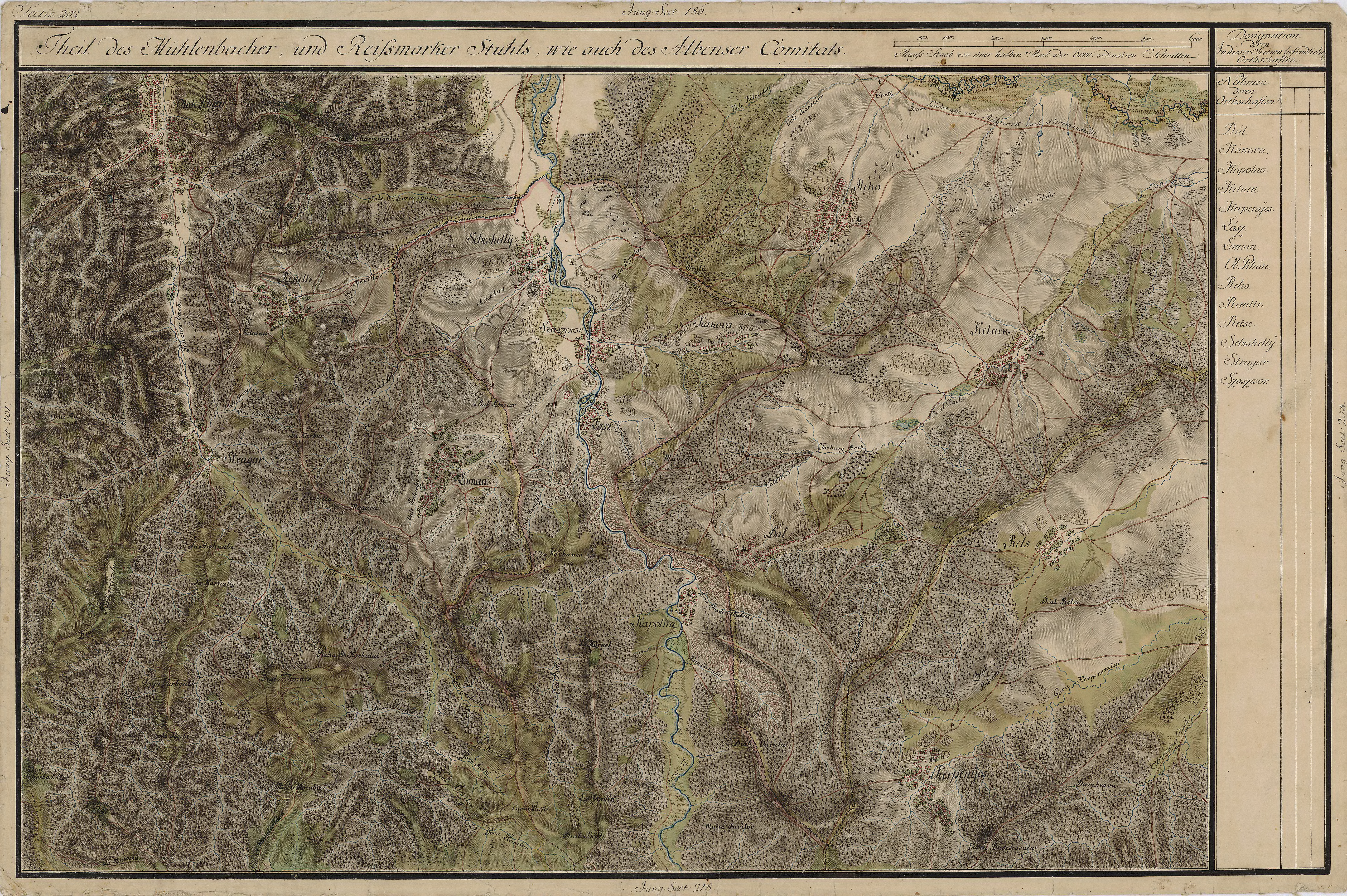
Reciu (Rets) in der Josephinischen Landaufnahme von 1767 bis 1773.

Reciu liegt zwischen den Ausläufern des Mühlbacher Gebirges (Munții Șureanu) und des Zibinsgebirges (Munții Cindrel) im Unterwald. In einer hügligen Landschaft am Krebsbach und der Kreisstraße (Drum județean) DJ 106F gelegen, befindet sich der Ort 5 Kilometer westlich des Gemeindesitzes Gârbova und 13 Kilometer (Luftlinie) südöstlich von Sebeș (Mühlbach) entfernt.

## Geschichte
Diverse archäologische Funde – der Vinča-Kultur – zeigen, dass das Gebiet schon lange besiedelt war. Südlich des Dorfes, wurde bei archäologischen Ausgrabungen, eine römische Siedlung gefunden.
Reciu wurde erstmals 1309 unter der Bezeichnung Resz urkundlich erwähnt. 1330 wird Pleban Baldinius von „Resz“, 1332 und 1336 wird in päpstlichen Steuerlisten der Pfarrer Nikolaus von Rätsch, erwähnt.
Wie überall in Siebenbürgen verließen vor und vor allem nach der Revolution 1989 nahezu alle Siebenbürger Sachsen den Ort, um nach Deutschland auszuwandern.

## Bevölkerung
Die Bevölkerung des Dorfes entwickelte sich wie folgt:
1930 wurde mit 788 (405 Rumänen, 375 Deutsche und acht Roma) die größte Bevölkerungszahl des Ortes registriert. Der höchste Anteil der Deutschen (408) war im Jahre 1941, der Rumänen (424) 1900 und der Roma 1850. Bei einigen Volkszählungen, wurde auch je ein Ungar (1900/1941–1992) und ein Ukrainer (1890/1900) gezählt.

## Sehenswürdigkeiten
- Die evangelische Kirche, eine romanische Basilika wurde im 15. Jahrhundert umgebaut, dabei kamen ein Wehrgeschoß über Chor und Saal und der Turm hinzu; steht unter Denkmalschutz.[9] 1992 beschließt das Konsistorium der Evangelischen Kirche A.B. in Rumänien: „Die Evangelische Kirchengemeinde A.B. Rätsch im Kirchenbezirk Mühlbach ist aufgelöst und wird aus der Liste der Kirchengemeinde der Evangelischen Kirche A.B. in Rumänien gestrichen“.[6]